# Harszin megye

Kermánsáh tartomány megyéinek elhelyezkedése

Harszin megye (perzsául: شهرستان هرسین) Irán Kermánsáh tartománynak egyik keleti megyéje az ország nyugati részén. Északon és északkeleten, keleten Szahne megye és a Hamadán tartományban fekvő Nahávand megye, délen a Loresztán tartományban fekvő Horramábád megye, délnyugatról, nyugatról a Kermánsáh megye határolják. Székhelye az 51 000 fős Harszin városa. Második legnagyobb városa a 2000 fős Biszotun. A megye lakossága 90 452 fő. A megye két további kerületre oszlik: Központi kerület és Biszotun kerület. Az ókori eszhákvandi sziklasírok és az óperzsa nyelv és általában az ékírás megfejtésében kulcsszerepet játszó behisztuni felirat a megye területén található látnivalók. Az itt élők a perzsa nyelv laki dialektusát beszélik.

## Fordítás
- Ez a szócikk részben vagy egészben  a   Harsin County című angol Wikipédia-szócikk ezen változatának fordításán alapul.  Az eredeti cikk szerkesztőit annak laptörténete sorolja fel. Ez a jelzés csupán a megfogalmazás eredetét és a szerzői jogokat jelzi, nem szolgál a cikkben szereplő információk forrásmegjelöléseként.